# PRADC1
PRADC1 (англ. Protease associated domain containing 1) – білок, який кодується однойменним геном, розташованим у людей на 2-й хромосомі. Довжина поліпептидного ланцюга білка становить 188 амінокислот, а молекулярна маса — 21 042.
| 10         |  | 20         |  | 30         |  | 40         |  | 50         |
| ---------- |  | ---------- |  | ---------- |  | ---------- |  | ---------- |
| MVPGAAGWCC |  | LVLWLPACVA |  | AHGFRIHDYL |  | YFQVLSPGDI |  | RYIFTATPAK |
| DFGGIFHTRY |  | EQIHLVPAEP |  | PEACGELSNG |  | FFIQDQIALV |  | ERGGCSFLSK |
| TRVVQEHGGR |  | AVIISDNAVD |  | NDSFYVEMIQ |  | DSTQRTADIP |  | ALFLLGRDGY |
| MIRRSLEQHG |  | LPWAIISIPV |  | NVTSIPTFEL |  | LQPPWTFW   |  |            |

A: Аланін

C: Цистеїн

D: Аспарагінова кислота

E: Глутамінова кислота

F: Фенілаланін

G: Гліцин

H: Гістидин

I: Ізолейцин

K: Лізин

L: Лейцин

M: Метіонін

N: Аспарагін

P: Пролін

Q: Глутамін

R: Аргінін

S: Серин

T: Треонін

V: Валін

W: Триптофан

Секретований назовні.